# Arycanda flexilinea
Arycanda flexilinea là một loài bướm đêm trong họ Geometridae.